# Cornelis Johannes Wijnaendts Francken

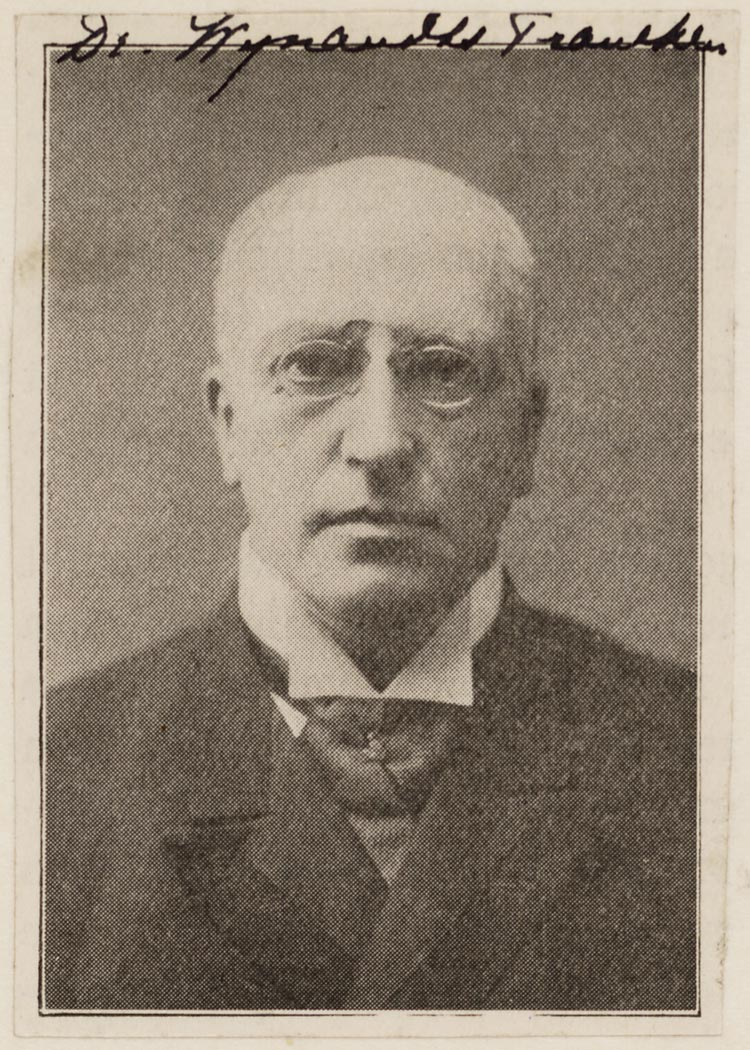
Wijnaendts Francken

Cornelis Johannes Francken, door naamswijziging bij Koninklijk Besluit op 30 november 1889 gewijzigd in Cornelis Johannes Wijnaendts Francken (Rotterdam, 14 november 1863 - Leiden, 10 april 1944), was een Nederlands filosoof en publicist.

## Levensloop
Cornelis Johannes Francken werd geboren als zoon van dr. Walraven Francken (1822-1894), predikant te Rotterdam en diens tweede vrouw Maria Wijnaendts (1835-1864), lid van de familie Wijnaendts, tevens dochter van een predikant, in Warnsveld. Uit dit huwelijk werd Cornelis Johannes Francken in 1863 geboren. Zijn moeder stierf twee maanden na de bevalling, waardoor Francken in 1876 de erfenis van zijn grootvader ds. Cornelis Johannes Wijnaendts (1801-1876) ontving, zijnde diens enige erfgenaam. De opvoeding van Cornelis Francken werd toevertrouwd aan Anna Keitel, die overleed in 1875. Na het gymnasium ging hij in 1881 plant- en dierkunde studeren aan de Rijksuniversiteit Utrecht in Utrecht. Tijdens zijn opleiding werkte Francken onder andere samen met Franciscus Donkers en Hugo de Vries. In december 1888 legde hij cum laude het doctoraal examen af, waarna hij op 11 oktober 1890 promoveerde op De sclereïden, een botanisch onderwerp.
Na zijn leraarschap studeerde Wijnaendts Francken tussen 1898 en 1902 wijsbegeerte, psychologie en ethiek aan de universiteiten van Jena (o.a. als leerling van Hermann Schlegel), Zürich, Berlijn en aan de Sorbonne. In die periode publiceerde hij, met name bij de Haarlemse uitgeverij H.D. Tjeenk Willink & Zoon, diverse werken met daarin zijn kijk op de levensvragen. In 1897 trouwde hij met Welmoet Wijnaendts Francken-Dyserinck (1876-1956), lid van de familie Dyserinck, een vrouw die in die periode actief werd binnen de beweging van het burgerlijk feminisme; uit dit huwelijk werden geen kinderen geboren. Zij gaf onder andere leiding aan de Vrouwengroep in de Vrijheidsbond en de Nederlandsche Bond voor Vrouwenkiesrecht. Dat leidde ertoe dat Wijnaendts Francken indirect betrokken raakte bij de strijd om gelijke rechten voor vrouwen, een onderwerp waar hij later zijn gedachten over zou vastleggen. Hij woonde met zijn vrouw in Den Haag en in een woning aan de Plantage in Leiden. In 1916 volgde een scheiding tussen de twee.
In de daar op volgende periode schreef Wijnaendts Francken over uiteenlopende onderwerpen die op dat moment speelden in de maatschappij en over zijn interesses. Zo schreeff hij onder andere over zijn reizen als alpinist en uitte zich in 1921 als seksuoloog in Het sexueele leven en daarmee samenhangende problemen. In 1933 stelde hij in Levenswerk van dr. C.J. Wijnaendts Francken een overzicht van zijn oeuvre samen, dat bestond uit 123 nummers. Tevens werd hem in dat jaar het ridderschap in de orde van den Nederlandschen leeuw toegekend, als erkenning voor zijn verdiensten.
Sinds 1899 was hij lid van de Maatschappij der Nederlandse Letterkunde. In 1935 stelde hij bij die Maatschappij de Dr. Wijnaendts Francken-prijs in, een literatuurprijs die iedere twee jaar wordt toegekend voor werk op het gebied van essay en literaire kritiek. In 1938 besloot de Maatschappij hem tot erelid te benoemen.